# Solfito reduttasi (NADPH)
La solfito reduttasi (NADPH) è un enzima appartenente alla classe delle ossidoreduttasi, che catalizza la seguente reazione:
acido solfidrico + 3 NADP+ + 3 H2O ⇄ solfito + 3 NADPH + 3 H+
L'enzima e una ferro-flavoproteina (FAD ed FMN).